# Massanes (Francia)
Massanes è un comune francese di 191 abitanti situato nel dipartimento del Gard, nella regione dell'Occitania.

## Società

### Evoluzione demografica
Abitanti censiti